# Cyril Sabatier
Pour les articles homonymes, voir Sabatier.
Cyril Sabatier (né le 20 juillet 1971 à Nîmes,) est un coureur cycliste français, actif dans les années 1980 et 1990.

## Biographie
En 1986, Cyril Sabatier devient champion de France sur route cadets (moins de 17 ans). Deux ans plus tard, il remporte son championnat national chez lez juniors (moins de 19 ans). Il fait cependant l'objet d'un contrôle antidopage positif à la testostérone durant cette dernière épreuve. Déclassé, il écope d'une suspension de six mois. Il se rend alors à la Fondation de Recherche en hormonologie de Fresnes, afin d'effectuer des tests sanguins complémentaires. Ceux-ci révèlent un taux de testostérone naturellement élevé chez Sabatier. Blanchi, il récupère sa victoire en décembre 1990 après une requête de l'UCI, qui l'innocente.
Dans les années 1990, il poursuit la compétition chez les amateurs avec le VC Lyon-Vaulx-en-Velin. Il se classe notamment troisième du Tour du Tarn-et-Garonne en 1991, deuxième du Tour Nord-Isère en 1993 ou encore troisième du Troyes-Dijon en 1994. Lors de la saison 1995, il s'impose sur le Tour Nivernais Morvan. Il termine par ailleurs deuxième du Grand Prix de France, disputé sous la forme d'un contre-la-montre, mais surtout quatrième de Liège-Bastogne-Liège amateurs.
Bien que stagiaire chez Gan, il passe finalement professionnel en 1996 au sein de la formation italienne Aki, en compagnie d'autres coureurs français. Sous ses nouvelles couleurs, il participe à diverses compétitions internationales comme le Tour de Suisse, la Semaine catalane ou le Tour du Portugal. Il n'obtient toutefois aucun résultat notable. Devant ce faible bilan, il n'est pas conservé par ses dirigeants et met un terme à sa carrière.
Après sa carrière cycliste, il ouvre un magasin de sport en septembre 2008 à Nîmes. Il continue de diriger cette boutique en 2020,.

## Palmarès
- 1986
  -  Champion de France sur route cadets
- 1988
  -  Champion de France sur route juniors
- 1990
  - 2e du Grand Prix de Saint-Symphorien-sur-Coise
- 1991
  - La Pyrénéenne
  - 2e du Grand Prix Souvenir Jean-Masse
  - 3e du Circuit méditerranéen
  - 3e du Tour du Tarn-et-Garonne
- 1993
  - 2e du Tour Nord-Isère
- 1994
  - 2e de la Ronde du Canigou
  - 3e de Troyes-Dijon
  - 3e du championnat de France du contre-la-montre par équipes
- 1995
  - Tour Nivernais Morvan
  - 2e du Circuit méditerranéen
  - 2e du Grand Prix de France
  - 3e du championnat du Lyonnais sur route